# Menjagrà de Saint Kitts
El menjagrà de Saint Kitts. (Melopyrrha grandis) és un ocell de la família dels tràupid (Thraupidae), possiblement extint.

## Hàbitat i distribució
Endèmic de l'illa de Saint Kitts.

## Taxonomia
Ha estat considerat una subespècie del menjagrà de Puerto Rico (Melopyrrha portoricensis) però actualment és ubicada a la seua pròpia espècie arran treballs com ara Garrido et Wiley 2003.